# Lauro Guerrero
Lauro Guerrero ist eine Ortschaft und eine Parroquia rural („ländliches Kirchspiel“) im Kanton Paltas der ecuadorianischen Provinz Loja. Die Parroquia besitzt eine Fläche von 98,74 km². Die Einwohnerzahl lag im Jahr 2010 bei 1825. Die Bevölkerungsentwicklung ist rückläufig.

## Lage
Ein über 2400 m hoher Bergkamm durchzieht die die Parroquia Lauro Guerrero in WSW-ONO-Richtung. Das Verwaltungszentrum Lauro Guerrero liegt auf einer Höhe von 1920 m an dessen Südhang. Der Ort Lauro Guerrero befindet sich etwa 15 km nordwestlich des Kantonshauptortes Catacocha. Der Süden wird über den Río Playas, ein rechter Nebenfluss des Río Catamayo, entwässert. Der Norden liegt im Einzugsgebiet des Río Puyango.
Die Parroquia Lauro Guerrero grenzt im Süden an die Parroquia Casanga, im Westen an die Parroquia Guachanamá, im Nordwesten an die Parroquia Orianga, im Nordosten an die Parroquias Santa Rufina und Buenavista (beide im Kanton Chaguarpamba) sowie im Osten an die Parroquia Cangonamá.

## Geschichte
Auf dem Gebiet gab es ursprünglich das Dorf Chinchanga im Kanton Cangonamá. Am 25. Mai 1912 wurde Chinchanga zu einer Parroquia rural erhoben. Namensgeber war Lauro Guerrero Becerra (1873–1904), ein ecuadorianischer Militär und Nationalheld.